# Friedrich Hebbel
Christian Friedrich Hebbel (ur. 18 marca 1813 w Wesselburen, Dithmarschen, zm. 13 grudnia 1863 w Wiedniu) – niemiecki dramaturg i poeta.
Hebbel przez całe swoje życie był obywatelem Danii (region Norderdithmarschen znajdował się od 1559 pod panowaniem duńskim i dopiero krótko po jego śmierci został zdobyty przez oddziały pruskie). W 1860 odznaczony Bawarskim Orderem Maksymiliana. Pierwszego imienia praktycznie nie używał, dlatego stał się sławny jako Friedrich Hebbel.
W Polsce wielkim orędownikiem twórczości Hebbla był Karol Irzykowski.

## Dzieła[potrzebnyprzypis]
- Judith (1840) (wyd. pol 1881 Judyta)
- Genoveva
- Der Diamant (1841)
- Maria Magdalena (1843)
- Trauerspiel in Sizilien (1847)
- Julia (1847)
- Herodes und Mariamne (1848)
- Agnes Bernauer (1851)
- Gyges und sein Ring (1854)
- Mutter und Kind (1857)
- Nibelungen (1861)
- Requiem
- Seele vergiß sie nicht
- Treue Liebe
- Tagebücher